# Dazhai (Xiyang)

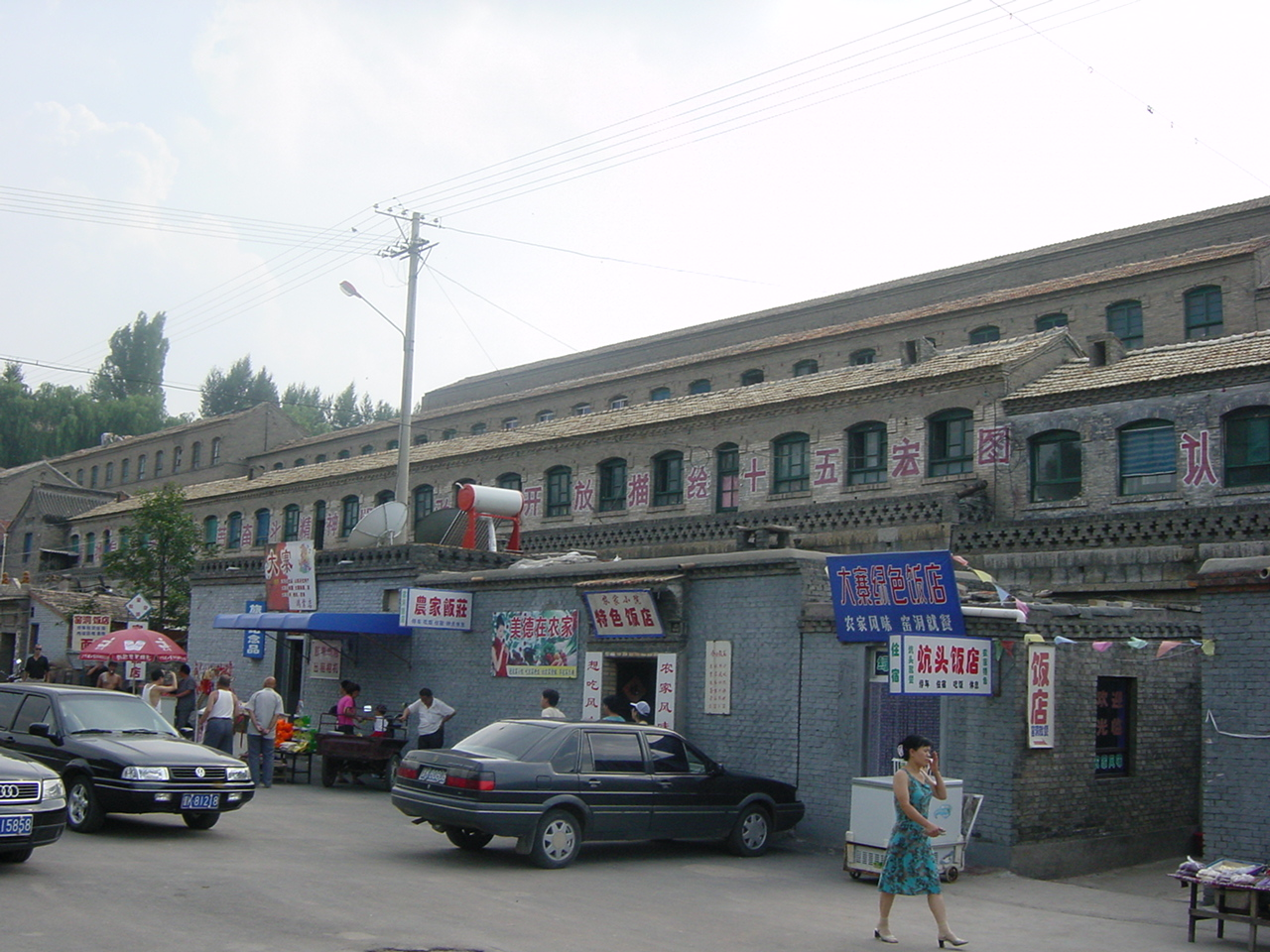
Dazhai heute

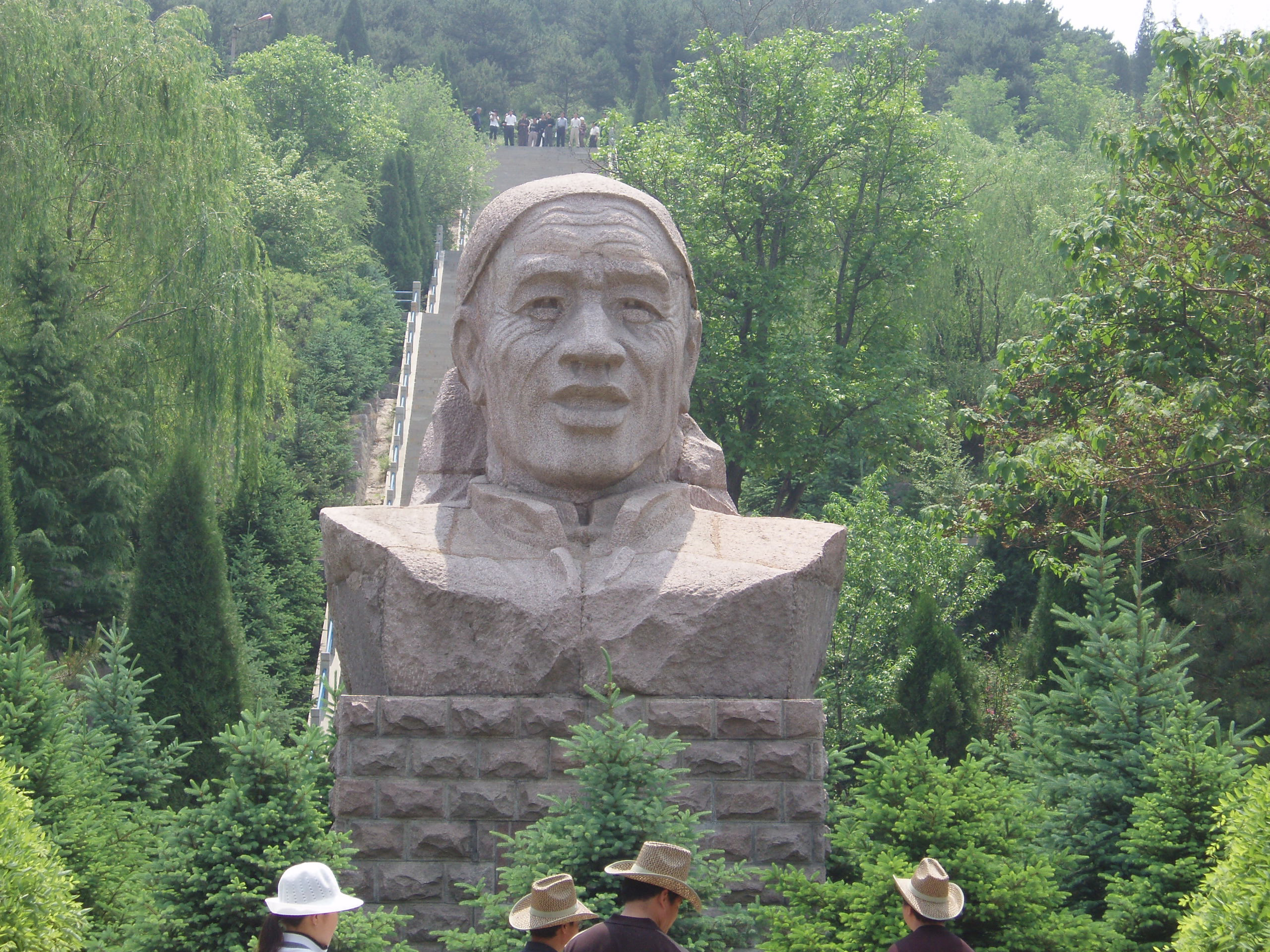
Chen Yonggui-Denkmal

Dazhai (大寨镇,  Dàzhài Zhèn – „große Festung“) ist eine Großgemeinde im Kreis Xiyang (昔阳县), der zur bezirksfreien Stadt Jinzhong (晋中市) in der chinesischen Provinz Shanxi gehört. Dazhai liegt etwa 200 Kilometer südwestlich von Peking. Die Großgemeinde hat eine Fläche von 201,6 km² und knapp 32.104 Einwohner (Stand: Zensus 2010).

## Administrative Gliederung
Dazhai setzt sich aus 61 Dörfern zusammen. Diese sind:
| Dorf Dazhai (大寨村), Regierungssitz der Großgemeinde; Dorf Anjiagou (安家沟村); Dorf Baiyangling (白羊岭村); Dorf Beihaoyu (北郝峪村); Dorf Beijinggou (北井沟村); Dorf Beimu (北亩村); Dorf Bijialing (毕家岭村); Dorf Cailing (蔡岭村); Dorf Changshengling (长胜岭村); Dorf Dananshan (大南山村); Dorf Donggou (东沟村); Dorf Duzhuang (杜庄村); Dorf Gaojialing (高家岭村); Dorf Gengqingong (耿秦宫村); Dorf Guozhuang (郭庄村); Dorf Heituyan (黑土岩村); Dorf Henan (河南村); Dorf Hongqiaoguan (虹桥关村); Dorf Hongshui (洪水村); Dorf Hou Longfengnao (后龙凤垴村); Dorf Houzhuang (厚庄村); Dorf Hujiagou (胡家沟村); Dorf Huwo (胡窝村); Dorf Jiangqingong (蒋秦宫村); Dorf Jinshipo (金石坡村); Dorf Kongjiagou (孔家沟村); Dorf Liangjiashan (梁家山村); Dorf Liuzhuang (留庄村); Dorf Longfengpo (龙凤坡村); Dorf Mahui (麻汇村); | Dorf Majiagou (马家沟村); Dorf Mengbi (孟壁村); Dorf Mengjiayu (蒙家峪村); Dorf Mengshan (蒙山村); Dorf Nanhaoyu (南郝峪村); Dorf Nannao (南垴村); Dorf Nanyetou (南冶头村); Dorf Nanyu (南峪村); Dorf Panzhang (潘掌村); Dorf Qian Longfengnao (前龙凤垴村); Dorf Shangguozhuang (上郭庄村); Dorf Shangyuan (上元村); Dorf Shentangling (神堂岭村); Dorf Shima (石马村); Dorf Shuiquan (水泉村); Dorf Shutiaoyu (树条峪村); Dorf Sishimu (四十亩村); Dorf Tianchuan (田川村); Dorf Wangjiazhuang (王家庄村); Dorf Wangqingong (王秦宫村); Dorf Wujiaping (武家坪村); Dorf Xiaonanshan (小南山村); Dorf Xishan (西山村); Dorf Yangjiapo (杨家坡村); Dorf Yanjiagou (严家沟村); Dorf Yanzhuangwo (闫庄窝村); Dorf Yipo (-坡村); Dorf Yuangou (元沟村); Dorf Yugou (峪沟村); Dorf Zhangjiayu (张家峪村); Dorf Zhaoqingong (赵秦宫村). |

## Das Dorf Dazhai
Das Dorf gelangte ab 1964 zu Berühmtheit als von Mao Zedong empfohlenes Modell der sozialistischen Landwirtschaft.
Dazhai liegt im Taihang-Mittelgebirge, das für die landwirtschaftliche Nutzung ungünstige Ausgangsbedingungen bietet. Aus diesem Grund war Dazhai bis zur Kollektivierung Mitte der 1950er Jahre ein ausgesprochen armes Dorf mit etwa 400 Einwohnern. Der politisch engagierte Landarbeiter Chen Yonggui (1913–1986) ergriff dort als örtlicher Sekretär der Kommunistischen Partei Chinas die Initiative, durch maximale kollektive Mobilisierung der gesamten Einwohnerschaft auf den Hügeln Terrassen mit befestigten, zum großen Teil mit Traktoren befahrbaren Feldern zu errichten und ein Bewässerungssystem anzulegen. Außerdem gelang es, den bei Dazhai gelegenen Tigerkopf-Berg (Hutoushan) mit Obstbäumen zu bepflanzen. Dazhai betrieb ferner die Zucht von Seidenraupen und Bienen sowie den Abbau von Bauxit und unterhielt eine eigene Werkstatt zur Reparatur von Maschinen. Alle Familien bekamen solide Häuser anstelle der alten Hütten, Schulbildung und gesundheitliche Versorgung wurden garantiert.
Diese Politik entsprach der Überzeugung Mao Zedongs, dass die Massen einfacher Arbeiter und Bauern sich, angeleitet durch die richtige politische Linie, in heroischen Anstrengungen aus eigener Kraft aus der Armut befreien und ihre Lebensbedingungen neu gestalten können. "Lernen von Dazhai" bedeutete: "sich auf die eigene Kraft stützen", nicht kurzfristige und persönliche Vorteile, sondern die langfristige und bewusste gesellschaftliche Umgestaltung des Landes in den Mittelpunkt des Handelns stellen. Insbesondere seit 1968, als die Kulturrevolution das ganze Land in diesem Sinne zu mobilisieren versuchte, wurde Dazhai ständig von Studiengruppen aus ganz China besucht.
Im September und Oktober 1975 wurde eine nationale Konferenz zum Lernen von Dazhai abgehalten. Das Hauptreferat hielt der bis dahin unbekannte Politbüro-Funktionär Hua Guofeng. Er kündigte darin an, dass in ganz China die Anstrengungen zur Schaffung von Kreisen vom Typ Dazhai verstärkt werden sollten. Während damals die ökonomische Basiseinheit der genossenschaftlichen Landwirtschaft überwiegend die aus etwa einem Dutzend Familien bestehende "Produktionsgruppe" war, bildete beim Dazhai-Typ das ganze Dorf als "Brigade" eine unmittelbare Wirtschaftseinheit. Dies bezeichnete Hua als Voraussetzung für eine umfassende Mechanisierung, die bis zum Jahr 1980 erreicht werden sollte. Gleichzeitig wurde in Redebeiträgen auf der Konferenz betont, dass die Kollektive sich nicht von eigennützigen Interessen leiten lassen dürfen, sondern stets die Interessen anderer, von den benachbarten Dörfern bis hin zum ganzen Land, im Auge behalten müssen, weshalb eine ständige Hebung des politischen Bewusstseins nötig sei.
Hua Guofeng wurde im Oktober 1976 Nachfolger des verstorbenen Mao Zedong. In seiner Führungsmannschaft nahm Chen Yonggui einen wichtigen Platz ein. Hua hatte durch die Verhaftung der so genannten "Viererbande" den exzessiven ideologischen Dauermobilisierungen durch die extreme Linke, die permanent Zwistigkeiten schürte, ein Ende bereitet und setzte auf ein Programm der Modernisierung des Landes, wobei er weiter am Dazhai-Modell festhielt und Kontinuität zu den Grundlagen der Mao-Ära wahren wollte. Schon bald wurde er jedoch durch die erstarkende Reformströmung um Deng Xiaoping ins Abseits gedrängt. Die Auseinandersetzung um die Agrarpolitik spielte dabei eine entscheidende Rolle: Der Deng-Flügel lehnte das Dazhai-Modell ab und strebte in die entgegengesetzte Richtung einer Entkollektivierung, beruhend auf der Beobachtung, dass die Privatparzellen, die die Bauern vielerorts neben dem kollektiven Ackerland noch bewirtschaften durften, größere Erträge lieferten. Nach ersten Experimenten des Reformpolitikers Zhao Ziyang in der Provinz Sichuan konzipierten die Dengisten das "Verantwortlichkeitssystem": Zunächst wurde es erlaubt, schlecht funktionierende landwirtschaftliche Kollektive aufzulösen und das Land zur Bewirtschaftung an die Bauernfamilien zu verteilen. 1981/82 wurde dies allgemein zur Regel gemacht, während Hua Guofeng seine Ämter verlor.
Die Reprivatisierung der Landwirtschaft war verbunden mit einer grundlegenden Umstellung der Entwicklungsstrategie Chinas. Maos Politik hatte auf dem Prinzip beruht, jede Abhängigkeit vom Ausland zu vermeiden, sich auf die eigene Kraft zu stützen und durch heroische Mobilisierung in arbeitsintensiven Großeinsätzen Aufbauleistungen zu erzielen. Dazhai stand exemplarisch dafür: hier war es gelungen, eine raue und karge Landschaft im chinesischen Binnenland umzugestalten, die Agrarproduktion zu vervielfachen und so Ressourcen für die Industrialisierung freizusetzen. Die allgemeine Propagierung des Dazhai-Modells brachte aber nicht die erhofften Erfolge. Die Strategie der Reformer zielte darauf, in der Landwirtschaft zunächst die materielle Interessiertheit der Familienwirtschaft zu fördern und Märkte zu entwickeln, während gleichzeitig die Küstengebiete zum Motor von Wachstum und Modernisierung durch Öffnung für ausländisches Kapital gemacht wurden.
Um diese Wende durchsetzen zu können, wurde auf Veranlassung Deng Xiaopings nunmehr eine regelrechte Verleumdungskampagne gegen Dazhai inszeniert. Die vormals gepriesene Musterbrigade wurde plötzlich der Lächerlichkeit preisgegeben, indem behauptet wurde, sie habe ihre Leistungen gar nicht aus eigener Kraft, sondern mit staatlicher Hilfe erzielt, und die Erfolgsstatistiken seien allesamt gefälscht gewesen. Chen Yonggui und seine Familie wurden persönlich in Misskredit gebracht. 1983 wurde Dazhai zur Rückkehr zur Familienwirtschaft gezwungen. 1987 wurden Statistiken verbreitet, die beweisen sollten, wie sehr auch dort das "Verantwortlichkeitssystem" dem alten Kollektivsystem überlegen sei. Der US-amerikanische Chinakenner und Landwirtschaftsexperte William Hinton hat darauf hingewiesen, in welcher Weise diese Statistiken manipuliert waren. Er hatte Dazhai oft besucht und stellte nun einen Niedergang fest.
Dieser beschleunigte sich Ende der 1980er Jahre. Guo Fenglian, seit Anfang der 1970er Jahre Parteisekretärin von Dazhai, gelang schließlich eine Umorientierung durch Gründung eines kommunalen Unternehmens, das hauptsächlich Textilien und Spirituosen unter dem Markennamen Dazhai herstellt. Landwirtschaft wird in Dazhai heute kaum noch betrieben. Die Behauptungen, wonach in den 1960er Jahren das Bewässerungssystem von Dazhai in Wirklichkeit vom Staat gebaut worden sei, weist Guo Fenglian, die damals zu den berühmten "eisernen Mädchen von Dazhai" gehörte, entschieden zurück. Inzwischen verteidigen nicht nur die gut 500 Einwohner von Dazhai ihre Geschichte, sondern diese wird in den chinesischen Medien insgesamt wieder wohlwollender und ausgewogener dargestellt.